# Лузернетта
Лузернетта (итал. Lusernetta) — коммуна в Италии, располагается в регионе Пьемонт, в провинции Турин.
Население составляет 491 человек (2008 г.), плотность населения составляет 70 чел./км². Занимает площадь 7 км². Почтовый индекс — 10060. Телефонный код — 0121.
Покровителем коммуны почитается святой Антоний Великий, празднование 17 января.

## Демография
Динамика населения:

## Администрация коммуны
- Официальный сайт: